# Abadia de Hautecombe

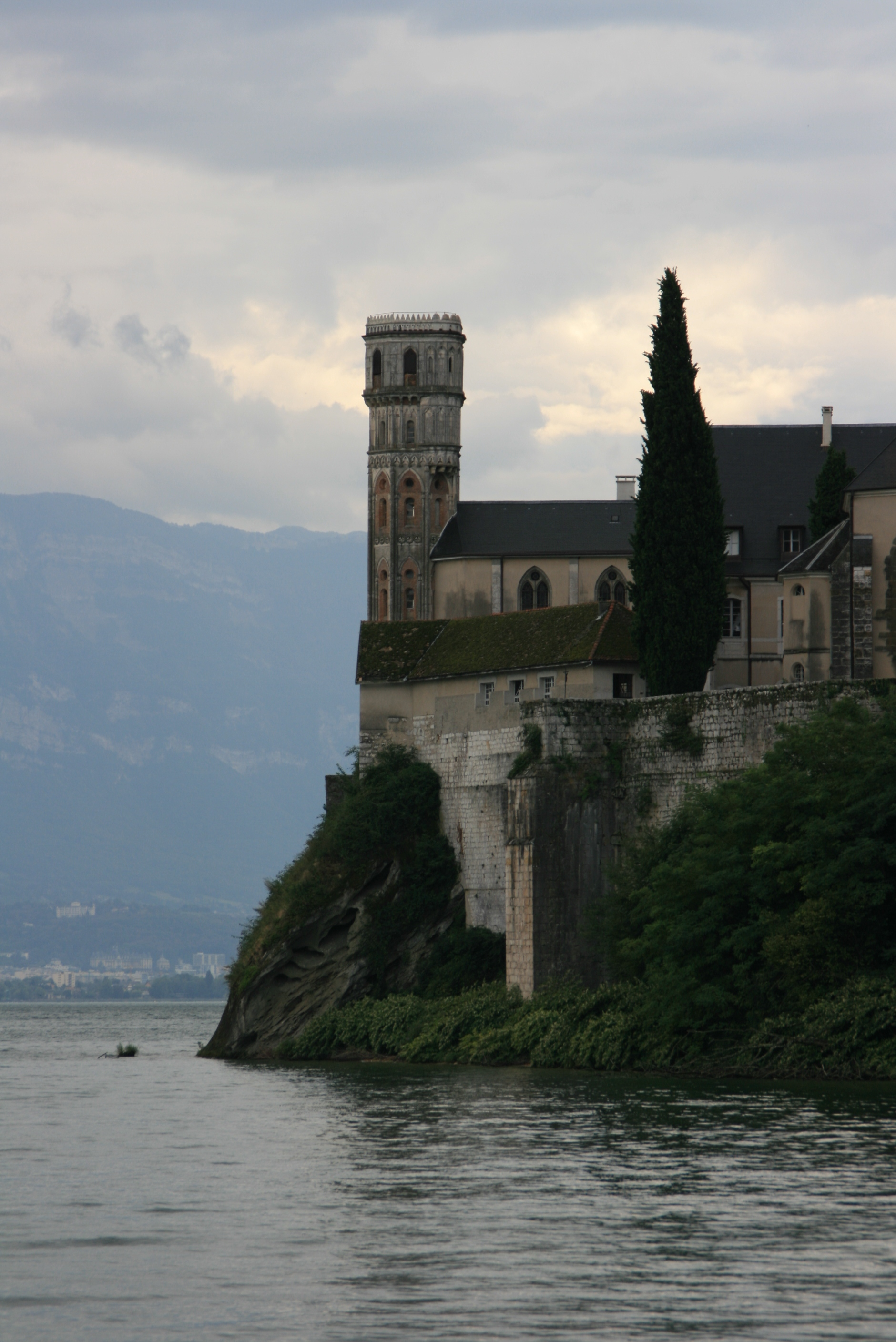
Abadia de Alta Cumba.

A Abadia Real de Hautecombe está situada nas margens do Lago de Bourget, na Saboia, tendo sido fundada em 1125 pelo conde Amadeu III de Saboia e construída durante o século XII, pelos monges cistercienses da abadia de Claraval. Em seguida, foi ocupada pelos monges beneditinos.
Os papas Celestino IV e Nicolau III foram monges nesta abadia.
Do século XII ao século XV serviu de panteão fúnebre aos Príncipes de Saboia.
A anexação desta província à casa italiana de Piemonte-Sardenha a fez também panteão dos reis piemonteses, depois de Vítor Emanuel II, rei de Itália.
No século IX, Carlos Félix, rei do Piemonte e da Sardenha, confia a restauração da abadia ao arquiteto Ernesto Melano.
Em 1922, os monges beneditinos, devido ao exagero de visitantes (300.000 turistas por ano), transferiram-se para o mosteiro de Ganagobie, solicitando à comunidade do Caminho Novo assumisse a abadia.
Todos os anos, no mês de março, os monárquicos italianos promovem, na Abadia Real de Alta Cumba, uma cerimônia de em memória do rei Humberto II e da rainha Maria José, da Itália. Nesta ocasião, são admitidos pelo príncipe de Nápoles, Vítor Emanuel de Saboia, os novos cavaleiros da Ordem de São Maurício e São Lázaro